# 사카타 리카코
사카타 리카코(일본어: 坂田 梨香子, 1993년 12월 16일 ~ )는 일본의 패션 모델, 배우이다.

## 약력
- 2006년 4월, 패션잡지의 오디션「제 5회 러브베리 전속 모델 오디션」에서 그랑프리를 수상, 같은 해 6월 1일 발매한 7월 호부터 전속 모델이 되었다. CM과 드라마, 무대에서도 많은 출연을 하며 배우로서도 활동하고 있다.
- 2009년 4월, 도쿄의 고등학교에 통학. 이에 따라 상경. 상경은 중학교 2학년의 여름 때부터 하고 싶었지만, 사카타 자신의 의지가 굳지 못했고, 가족과 사무실 직원들의 반대에 따라, 중학생의 신분으로 상경은 할 수 없었다고 한다[1].
- 『러브베리』잡지의 표지 등장 횟수는 29회.
- 2010년 6월 호로『러브베리』를 졸업, 같은 해 7월 호부터 『Seventeen (일본 잡지)』의 모델로서 활동한다[2].
- 『恋するハローキティ (사랑하는 헬로키티)』에서 함께 공연한 마노 에리나와 사이가 좋다.

## 인물
- 유즈 (유자), 쿠루미 (호두) 라는 개를 2마리 키우고 있다.

## 출연

### TV 드라마
- 恋して悪魔〜ヴァンパイア☆ボーイ (사랑해 악마 ~ 뱀파이어☆보이) (2009년, 칸사이 TV) - 우에노 타카코 역.
- Q10 제 2화 (2010년, 닛테레)
- 美咲ナンバーワン!!（2011년, 닛테레) - 츠카모토 리카코 역.
- 仮面ライダーフォーゼ (가면라이더 포제)（2011년, TV 아사히) - 카자시로 미우 역.
- スイッチガール!! (스위치걸!!)（2011년 - 2012년, 후지TVTWO) - 니노하라 역

### 영화
- キャプテントキオ (캡틴 토키오) (2007년)
- きみにしか聞こえない CALLING YOU (너에게 밖에 들리지 않아 CALLING YOU) (2007년) 아이하라 미키 역.
- ハンサム★スーツ (핸썸★수트) (2008년) 고교생 역.
- マリア様がみてる (마리아 님이 보고 계셔) (2010년) 하세쿠라 레이 역.
- 怪談新耳袋（2010년）스도 마사코 역.
- アバター (아바타) (2011년 4월 공개）아와노 다에코 역.
- 仮面ライダー×仮面ライダー フォーゼ&オーズ MOVIE大戦MEGA MAX (가면라이더×가면라이더 포제&오즈 MOVIE대전 MEGA MAX)（2011년 12월 공개）카자시로 미우 역.

### 버라이어티
- ネクストプリンセス (넥스트 프린세스) (2009년 - 2010년, 테레비 도쿄）

### 인터넷 드라마
- ひだまりの場所 〜初恋〜 (볕 좋은 장소 ~첫사랑~) (2010년, BeeTV)

### CM
- ジー・モード（2007년）
- スカパー!e2 (스카파-!e2)（2008년）
- ライオン, デンタークリアMAX (라이온, 덴타 클리어 MAX)（2009년）
- 河合塾（2010년）[3]
- バスキン・ロビンス, サーティーワン (베스킨라빈스 31)（2011년）

### 오리지널 비디오
- My Favorite Girl The Movie（2006년）
- 恋するハローキティ (사랑하는 헬로 키티)（2010년）

### 무대 (뮤지컬)
- Legend〜風のなかの塵〜（2007년）
- 躾（2009년）
- 恋するハローキティ（2009년）
- オサエロ（2010년）

### 이벤트
- 도쿄 걸스 콜렉션 2011 SPRING/SUMMER (2011년）

## 서적

### 잡지 연재
- 러브베리（2006년 7월 호 - 2010년 6월 호, 토쿠마 서점）전속 모델.
  - Rika's Happy Days（2008년 10월 호 - 2010년 6월 호）
- Seventeen（2010년 7월 호 - , 집영사）전속 모델.
- 푸치베리 niseen 패션 모델.